# Maame Biney
Maame Biney (Accra, 20 gennaio 2000) è una pattinatrice di short track statunitense.

## Biografia
Nata ad Accra in Ghana, ha iniziato a pattinare all'età di sei anni, dopo essersi trasferita in Nord Virginia con il padre.
All'età di diciotto anni ha rappresentato gli Stati Uniti d'America ai Giochi olimpici invernali di Pyeongchang 2018 gareggiando nei 500 metri e nei 1500 metri.
Nel concorso dei 500 metri è stata eliminata nei quarti di finale ed ha concluso al quattordicesimo posto in classifica. Nei 1500 metri non è riusicta a superare le batterie e si è piazzata al 31 posto in classifica.
È stata la seconda atleta statunitense, nata in Africa, a rappresentare gli Stati Uniti d'America ai Giochi olimpici invernali, dopo il biathleta Dan Westover, nato in Madagascar, che aveva partecipato ai Giochi di Nagano 1998.

## Palmarès
- World Junior Short Track Speed Skating Championships

Innsbruck 2017: bronzo nei 500 m